# Кашара (Конышёвский район)
Кашара — деревня в Конышёвском районе Курской области России. Административный центр Платавского сельсовета.

## География
Деревня находится на реке Сужавица (левый приток Свапы), в 46 км от российско-украинской границы, в 76 км к северо-западу от Курска, в 14 км к западу от районного центра — посёлка городского типа Конышёвка.
Климат
Кашара, как и весь район, расположена в поясе умеренно континентального климата с тёплым летом и относительно тёплой зимой (Dfb в классификации Кёппена).
| Показатель                                                                      | Янв. | Фев. | Март | Апр. | Май  | Июнь | Июль | Авг. | Сен. | Окт. | Нояб. | Дек. | Год  |
| ------------------------------------------------------------------------------- | ---- | ---- | ---- | ---- | ---- | ---- | ---- | ---- | ---- | ---- | ----- | ---- | ---- |
| Средний суточный максимум, °C                                                   | −3,8 | −2,8 | 3,1  | 13,2 | 19,5 | 22,8 | 25,2 | 24,6 | 18,3 | 10,7 | 3,6   | −0,9 | 11,1 |
| Средняя температура, °C                                                         | −5,9 | −5,3 | −0,5 | 8,4  | 14,8 | 18,5 | 20,9 | 20   | 14,1 | 7,4  | 1,4   | −2,9 | 7,6  |
| Средний суточный минимум, °C                                                    | −8,3 | −8,5 | −4,6 | 2,9  | 9,2  | 13,1 | 15,9 | 14,9 | 9,9  | 4,1  | −0,9  | −5,1 | 3,6  |
| Норма осадков, мм                                                               | 49   | 44   | 48   | 50   | 64   | 70   | 79   | 54   | 57   | 56   | 48    | 48   | 667  |
| Источник: Погода по месяцам c ru.climate-data.org(дата обращения: Октябрь 2021) |      |      |      |      |      |      |      |      |      |      |       |      |      |

Часовой пояс
Деревня Кашара, как и вся Курская область, находится в часовой зоне МСК (московское время). Смещение применяемого времени относительно UTC составляет +3:00.

## Население
| 2002 | 2010 |
| ---- | ---- |
| 529  | ↘333 |

## Инфраструктура
Личное подсобное хозяйство. В деревне 195 домов.

## Транспорт
Кашара находится в 42 км от автодороги федерального значения М3 «Украина» (Москва — Калуга — Брянск — граница с Украиной), в 57 км от автодороги М2 «Крым» (Москва — Тула — Орёл — Курск — Белгород — граница с Украиной), в 31 км от автодороги А142 (Тросна — М-3 «Украина»), в 25,5 км от автодороги регионального значения 38К-038 (Фатеж — Дмитриев), в 14 км от автодороги 38К-005 (Конышёвка — Жигаево — 38К-038), в 15 км от автодороги 38К-003 (Дмитриев — Берёза — Меньшиково — Хомутовка), в 10,5 км от автодороги 38К-023 (Льгов — Конышёвка), в 4,5 км от автодороги межмуниципального значения 38Н-144 (Конышёвка — Макаро-Петровское с подъездами к селам Беляево и Черничено), на автодороге 38Н-152 (38Н-144 — Шустово — Коробкино), в 14 км от ближайшей ж/д станции Конышёвка (линия Навля — Льгов I).
В 168 км от аэропорта имени В. Г. Шухова (недалеко от Белгорода).